# Clemens Morgenthaler
Clemens Morgenthaler (* 1973 in Wertheim am Main) ist ein deutscher Bassbariton und Hochschullehrer.

## Leben
Nach dem Abitur studierte Clemens Morgenthaler Kirchenmusik und Gesang an der Musikhochschule Freiburg. Sein anschließendes Aufbaustudium an der Musik-Akademie der Stadt Basel in der Konzertklasse von Kurt Widmer und bei Gerard Wyss (Liedklasse) beendete er im Jahr 2003 mit Auszeichnung. Meisterkurse belegte er u. a. bei Andreas Schmidt, Ulf Bästlein, Charles Spencer und Rudolf Piernay. Wesentliche Impulse verdankt er der Zusammenarbeit mit Beata Heuer-Christen.
Sein Repertoire umfasst die Literatur vom Frühbarock bis zur Moderne. Opernengagements, Uraufführungen, CD-, Fernseh- und Rundfunkaufnahmen (DLF, SWR, DRS, ORF) sowie zahlreiche Konzerte im In- und Ausland, wo er mit  Dirigenten, Regisseuren, Orchestern, Chören und Pianisten zusammenarbeitete, dokumentieren seine künstlerische Tätigkeit. Konzertreisen führten ihn in fast alle Länder Europas. Dabei sang er in zahlreichen Domen und Kathedralen sowie in Konzertsälen wie der Berliner Philharmonie, dem Konzerthaus Berlin, dem Festspielhaus Bregenz, der Philharmonie Krakau oder der Liederhalle Stuttgart.
Clemens Morgenthaler ist Stipendiat der Richard-Wagner-Stiftung und Preisträger beim Liedkunst-Wettbewerb, Husum. 2008 gewann er beim PodiumJungerGesangsSolisten den 1. Preis.
In Rom wurde er 2008 beim Internationalen Gesangswettbewerb „Musica Sacra“ mit dem 2. Preis und dem Sonderpreis „Oratorium“ ausgezeichnet.
Morgenthaler ist seit 2004 Professor für Gesang an der Staatlichen Hochschule für Musik Trossingen und seit 2010 Professor für Gesang am Vorarlberger Landeskonservatorium Feldkirch.

## Publikationen
Morgenthaler ist Verfasser zweier Monographien über bedeutende Organisten und Komponisten des 20. Jahrhunderts: 
- Clemens Morgenthaler: Flor Peeters (1903-1986). Leben und Werk. Schott Music, Mainz 2020, ISBN 978-3-95983-615-9.
- Clemens Morgenthaler: Jean Langlais. Leben und Werk des Komponisten, Organisten und Pädagogen (1907-1991). 1. Auflage. Wißner-Verlag, Augsburg 2023, ISBN 978-3-95786-304-1.

## Ehrungen und Auszeichnungen
- 2015: Aufnahme in die Bruderschaft von Santa Maria dell’Anima („Animabruderschaft“)